# Икосаэдр Йессена

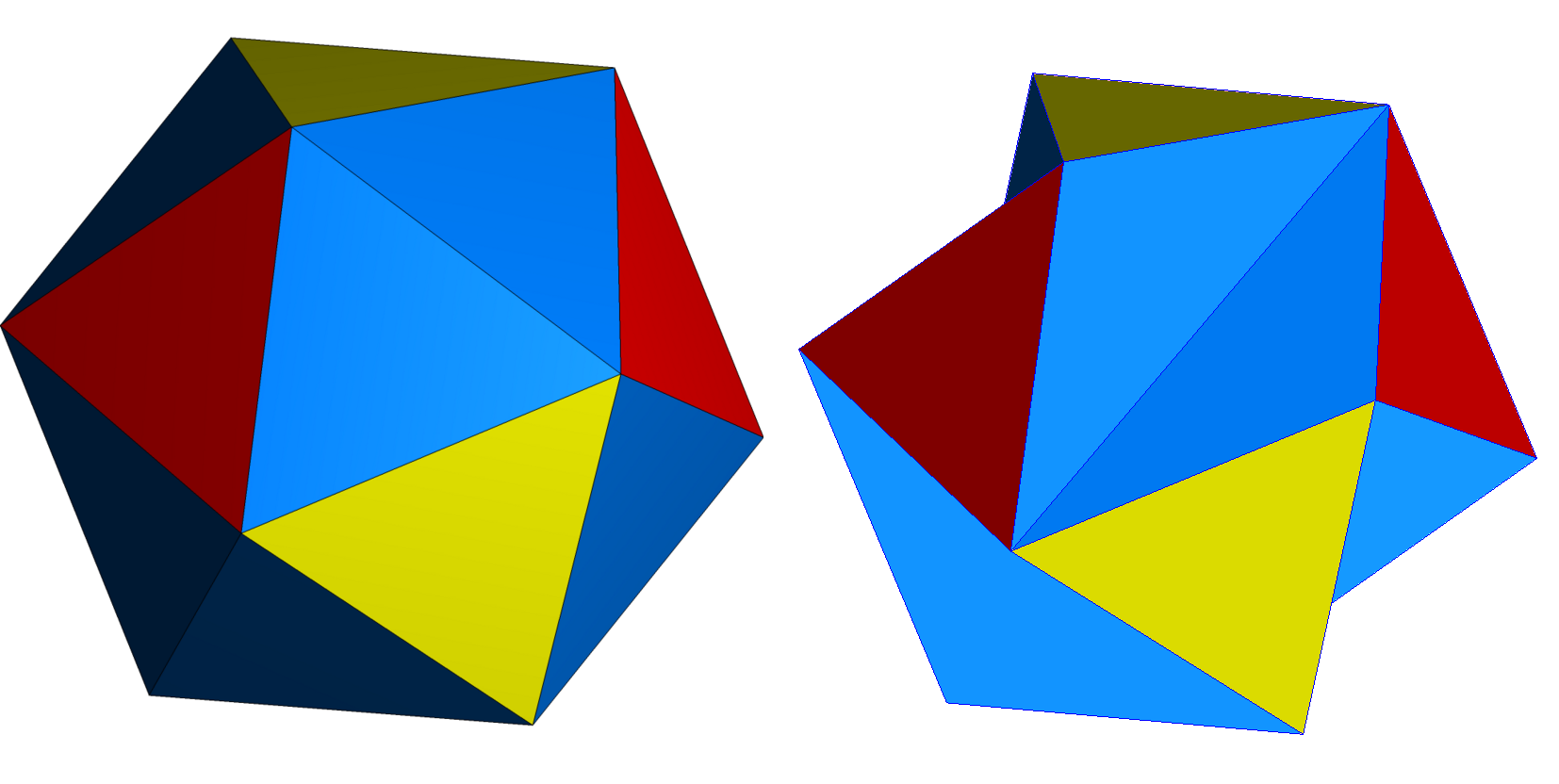
Обычный икосаэдр и икосаэдр Йессена.

Икосаэдр Йессена — тип невыпуклого многогранника, построенный Йессеном в 1967 году.

## Описание
Икосаэдр Йессена описывается следующими свойствами:
- Икосаэдр Йессена комбинаторно эквивалентен икосаэдру.
- Его группа симметрий действует транзитивно на вершинах. То есть любую вершину можно перевести в любую другую симметрией икосаэдра Йессена.
- Все двугранные углы многогранника прямые.

## Свойства
- Икосаэдр Йессена равносоставлен кубу. То есть его можно разрезать на многогранники, из которых возможно составить куб.
  - Это следует по теореме Дена, поскольку все его двугранные углы прямые.
- Икосаэдр Йессена неизгибаем, но он не является инфинитезимально жёстким.
- Как и многогранник Шёнхардта, он не допускает триангуляции без добавления новых вершин.